# Ludovic Konya
Ludovic Konya pe numele întreg Dionisie-Ludovic Konya (n. 5 iunie 1939, Transilvania, România – d. 21 decembrie 2014, Graz, Austria) a fost un cântăreț de operă (bariton) român.

## Biografie
Născut în Ardeal la 5 iunie 1939, a urmat Conservatorul Ciprian Porumbescu din București, studiind canto pentru operă, oratoriu și lied.
A debutat ca solist de operă în 1966 la Opera de Stat din București în rolul lui Valentin din opera Faust de Charles Gounod. A fost membru al Operei de Stat din București până în 1971, după care a devenit membru permanent al ansamblului de la Opera Maghiară din Cluj.
În octombrie 1974 Konya s-a prezentat publicului din Graz în rolul lui Enrico din „Lucia de Lammermoor”, iar doi ani mai târziu a devenit membru permanent al ansamblului și a întruchipat toate rolurile majore din domeniul său. Repertoriul său includea lucrări în limba franceză, italiană, slavă și germană. A interpretat Posa („Don Carlos”), Simon Boccanegra, Scarpia („Tosca”), Giorgio Germont („La Traviata”), Kezal („Mireasa vândută"), Doctor („Wozzek”), Pistola („Falstaff”) ambele roluri de „Figaro” („Nunta lui Figaro” și „Bărbierul din Sevilla”), cât și Donner din „Aurul Rinului”. A avut o apariție în Singapore în 1999, cu rolul lui Don Alfonso („Cosi fan tutte”).
Konya a fost oaspete la Opera de Stat din Viena, unde a interpretat îmblânzitorul de animale în opera „Lulu” (noiembrie 1983) și ca primul Landsknecht în opera „Der Rattenfänger” de Friedrich Cerha (octombrie 1987).
După o interpretare de 30 de ani pe scena Operei din Graz, din care 28 a fost membru al acestui ansamblu, a dat spectacolul de rămas bun pe această scenă în 19 iunie 2004 cu opera „Gianni Schicchi”. La dorința sa, a renunțat la aparițiile de interpret ca oaspete după retragere și s-a bucurat de timpul de pensionar alături de soția sa la Graz și în Ungaria.
După cum a confirmat Opera din Graz, baritonul român Ludovic Konya a decedat pe neașteptate pe 21 decembrie 2014, la vârsta de 75 de ani.
Konya a înregistrat în România „Arii din opere” cât și piese ale compozitorului român Nicolae Bretan pe disc de vinil.

## Repertoriu selectiv
Ludovic Konya a cântat rolurile în limba originală a operelor (italiană în franceză, germană sau rusă)
- Berg:
  - Wozzeck (doctorul)

- Bizet:
  - Carmen (locotenentul Zuniga)

- Cerha:
  - Der Rattenfänger (primul lăncier)
- Donizetti:
  - Elixirul dragostei (Dulcamara)
  - Lucia de Lammermoor (Enrico)

- Karl Goldmark
  - Regina din Saba (Regele Solomon)

- Gounod:
  - Faust (Valentin)

- Ernst Krenek:
  - Jonny spielt auf (virtuozul violonist Daniello)

- Lortzing:
  - Țar și teslar (Lordul Syndham)

- Mascagni:
  - Cavalleria rusticana (Alfio)

- Mozart:
  - Così fan tutte (Don Alfonso)
  - Don Giovanni (Masetto)
  - Flautul fermecat (un străjer în zale)
  - Nunta lui Figaro (rolul titular)

- Mussorgski:
  - Boris Godunov (călugărul Varlaam)

- Puccini:
  - Boema (Monsieur Benoît)
  - Gianni Schicchi (rolul titular)
  - Madama Butterfly (consulul Sharpless)
  - Manon Lescaut (Lescaut)
  - Tosca (Scarpia)

- Rossini:
  - Bărbierul din Sevilla (Figaro)

- Smetana:
  - Mireasa vândută (Kețal)

- Wagner:
  - Aurul Rinului (Donner)

- Verdi:
  - Aida (Amonasro)
  - Bal mascat (Silvano/Cristiano)
  - Simon Boccanegra (rolul titular)
  - Don Carlos (Posa)
  - Falstaff (Pistola)
  - Forța destinului (Fra Melitone)
  - Traviata (Giorgio Germont)

- Weber:
  - Der Freischütz (Kuno, pădurarul șef)